# Eugene R. Rogers
Eugene Roy Rogers (* 17. Februar 1924 in New York City; † 30. Dezember 2017 in Long Island) war ein Schwimmer aus den Vereinigten Staaten.

## Karriere
Eugene R. Rogers schwamm während seines Studiums für die Columbia University. 1944 und 1945 war er Collegemeister der Vereinigten Staaten über 220 Yards Freistil. 1945 gewann er auch die Hallenmeisterschaften der Amateur Athletic Union. Nach seiner Graduierung startete er für den New York Athletic Club.
Bei den Olympischen Spielen 1948 in London qualifizierte sich die 4-mal-200-Meter-Staffel aus den Vereinigten Staaten in der Besetzung Bob Gibe, William Dudley, Edwin Gilbert und Eugene R. Rogers als zweitschnellste Staffel hinter den Ungarn für das Finale. Im Staffelfinale traten vier Schwimmer an, die im Vorlauf nicht dabei gewesen waren. Walter Ris, James McLane, Wallace Wolf und William Smith gewannen die Goldmedaille in der Weltrekordzeit von 8:46,0 Minuten mit 2,4 Sekunden Vorsprung vor den Ungarn und 22 Sekunden Vorsprung vor den drittplatzierten Franzosen. Die Schwimmer aus dem Vorlauf erhielten nach den bis in die 1980er Jahre gültigen Regeln keine Medaille.
Rogers war nach seinem Studium als Ingenieur tätig.